# Rivalité Michigan-Notre Dame
La  Rivalité Michigan-Notre Dame est la plus ancienne rivalité dans le football américain universitaire. Elle a commencé en 1887 et oppose les équipes du Fighting Irish de l'université de Notre-Dame-du-Lac située à South Bend dans l'Indiana aux Wolverines de l'université du Michigan située à Ann Arbor au Michigan.
Les programmes de football américain du Michigan et de Notre Dame sont parmi les plus distingués du football américain universitaire. Michigan et Notre Dame en font tous deux partie des leaders de tous les temps en termes de victoires. Michigan revendique 12 titres de champion national tandis que Notre Dame en revendique 11, et tous deux en ont davantage reconnus par tous les sélectionneurs de la NCAA (Notre Dame 22 ; Michigan 19). Les deux universités sont les meilleures productrices de joueurs et entraîneurs reconnus All-Americans par consensus (Notre Dame 107 ; Michigan 87) et les meilleures productrices de joueurs sélectionnés aux drafts de la NFL (Notre Dame 522, Michigan 392).
Michigan est membre de la Big Ten Conference tandis que Notre Dame football est considérée comme équipe indépendante. En 2013, Notre Dame a rejoint l'Atlantic Coast Conference dans tous les sports sauf pour le football américain et le hockey, bien que l'équipe de football américain ait joué contre cinq adversaires de l'ACC chaque saison depuis 2014. Pour l'année 2020, Notre Dame a rejoint la conférence ACC en football américaine, mais a perdu le titre de champion de cette conférence contre les Tigers de Clemson. Notre Dame et Michigan ont initialement conclu un accord mutuel pour suspendre la série pour les saisons 2018 et 2019. Notre Dame a ensuite décidé d'annuler les matchs de 2015 à 2017, invoquant la nécessité de jouer des matchs ACC. Après une interruption de trois ans, la série a repris en 2018 et 2019.
Les équipes devraient se rencontrer à nouveau en 2033 et 2034 après une interruption de 14 ans.

## Palmarès
Le classement des équipes dans les tableaux ci-dessous est celui de l'Associated Press avant la saison 2014 et celui du comité du College Football Playoff depuis 2014.
Les victoires de Notre Dame lors des saisons 2012 et 2013 ont été annulées par la NCAA le 22 novembre 2016, après que la NCAA ait constaté qu'un étudiant-entraîneur avait commis une faute académique envers deux joueurs de football américain et fourni à six autres joueurs des avantages académiques supplémentaires inadmissibles. La NCAA a également rejeté l'appel de Notre Dame le 13 février 2018.
Ces victoires annulées ne sont pas incluses dans les bilans historiques et de série de Notre Dame (voir Wikipedia:WikiProject College football/Vacated victories (en) pour une explication de la façon dont les victoires annulées sont enregistrées),.
| 25 victoires pour Michigan     | 17 victoires pour Notre Dame | 1 nul                      | 1 résultat annulé par la NCAA |
| Plus large victoire            | Michigan, 38–0 (2007)        | Michigan, 38–0 (2007)      | Michigan, 38–0 (2007)         |
| Plus longue série de victoires | Michigan, 8 (1887–1908)      | Michigan, 8 (1887–1908)    | Michigan, 8 (1887–1908)       |
| Série en cours sans défaite    | Michigan, 1 (2019–présent)   | Michigan, 1 (2019–présent) | Michigan, 1 (2019–présent)    |

| N° | Date              | Lieu          | Vainqueur         | Score |
| -- | ----------------- | ------------- | ----------------- | ----- |
| 01 | 23 novembre 1887  | South Bend    | Michigan          | 08–0  |
| 02 | 20 avril1888      | South Bend    | Michigan          | 26–06 |
| 03 | 21 avril 1888     | South Bend    | Michigan          | 10–04 |
| 04 | 22 octobre 1898   | Ann Arbor     | Michigan          | 23–0  |
| 05 | 18 octobre 1899   | Ann Arbor     | Michigan          | 12–0  |
| 06 | 17 novembre 1900  | Ann Arbor     | Michigan          | 07–0  |
| 07 | 18 octobre 1902   | Toledo (Ohio) | Michigan          | 23–0  |
| 08 | 17 octobre 1908   | Ann Arbor     | Michigan          | 12–0  |
| 09 | 6 novembre 1909   | Ann Arbor     | Notre Dame        | 11–03 |
| 10 | 14 novembre 1942  | South Bend    | No. 6 Michigan    | 32–20 |
| 11 | 9 octobre 1943    | Ann Arbor     | No. 1 Notre Dame  | 35–12 |
| 12 | 23 septembre 1978 | South Bend    | No. 5 Michigan    | 28–14 |
| 13 | 15 septembre 1979 | Ann Arbor     | No. 9 Notre Dame  | 12–10 |
| 14 | 20 septembre 1980 | South Bend    | No. 8 Notre Dame  | 29–27 |
| 15 | 19 septembre 1981 | Ann Arbor     | No. 11 Michigan   | 25–07 |
| 16 | 18 septembre 1982 | South Bend    | No. 20 Notre Dame | 23–17 |
| 17 | 14 septembre 1985 | Ann Arbor     | Michigan          | 20–12 |
| 18 | 13 septembre 1986 | South Bend    | No. 3 Michigan    | 24–23 |
| 19 | 12 septembre 1987 | Ann Arbor     | No. 16 Notre Dame | 26–07 |
| 20 | 10 septembre 1988 | South Bend    | No. 13 Notre Dame | 19–17 |
| 21 | 16 septembre 1989 | Ann Arbor     | No. 1 Notre Dame  | 24–19 |
| 22 | 15 septembre 1990 | South Bend    | No. 1 Notre Dame  | 28–24 |
| 23 | 14 septembre 1991 | Ann Arbor     | No. 3 Michigan    | 24–14 |

| N° | Date               | Lieu       | Vainqueur         | Score |
| -- | ------------------ | ---------- | ----------------- | ----- |
| 24 | 12 septembre 1992  | South Bend | Nul               | 17–17 |
| 25 | 11 septembre 1993  | Ann Arbor  | No. 11 Notre Dame | 27–23 |
| 26 | 10 septembre 1994  | South Bend | No. 6 Michigan    | 26–24 |
| 27 | 27 septembre 1997  | Ann Arbor  | No. 6 Michigan    | 21–14 |
| 28 | 5 septembre 1998   | South Bend | No. 22 Notre Dame | 36–20 |
| 29 | 4 septembre 1999   | Ann Arbor  | No. 7 Michigan    | 26–22 |
| 30 | 14 septembre 2002  | South Bend | No. 20 Notre Dame | 25–23 |
| 31 | 13 septembre 2003  | Ann Arbor  | No. 5 Michigan    | 38–0  |
| 32 | 11 septembre 2004  | South Bend | Notre Dame        | 28–20 |
| 33 | 10 septembre 2005  | Ann Arbor  | No. 20 Notre Dame | 17–10 |
| 34 | 16 septembre 2006  | South Bend | No. 11 Michigan   | 47–21 |
| 35 | 15 septembre 2007  | Ann Arbor  | Michigan          | 38–0  |
| 36 | 13 septembre 2008  | South Bend | Notre Dame        | 35–17 |
| 37 | 12 septembre 2009  | Ann Arbor  | Michigan          | 38–34 |
| 38 | 11 septembre 2010  | South Bend | Michigan          | 28–24 |
| 39 | 10 septembre 2011  | Ann Arbor  | Michigan          | 35–31 |
| 40 | 22 septembre 2012  | South Bend | No. 11 Notre Dame | 13–06 |
| 41 | 7 septembre 2013   | Ann Arbor  | No. 17 Michigan   | 41–30 |
| 42 | 6 septembre 2014   | South Bend | No. 16 Notre Dame | 31–0  |
| 43 | 1er septembre 2018 | South Bend | No. 12 Notre Dame | 24–17 |
| 44 | 26 octobre2019     | Ann Arbor  | No. 19 Michigan   | 45–14 |

1. ↑  Les victoires de Notre Dame de 2012 ont été annulées par la NCAA[6]

## Galerie

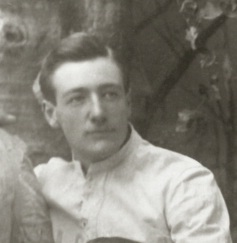
William Caley (en) qui a inscrit trois touchdowns contre Notre Dame lors du match de rivalité de 1898.
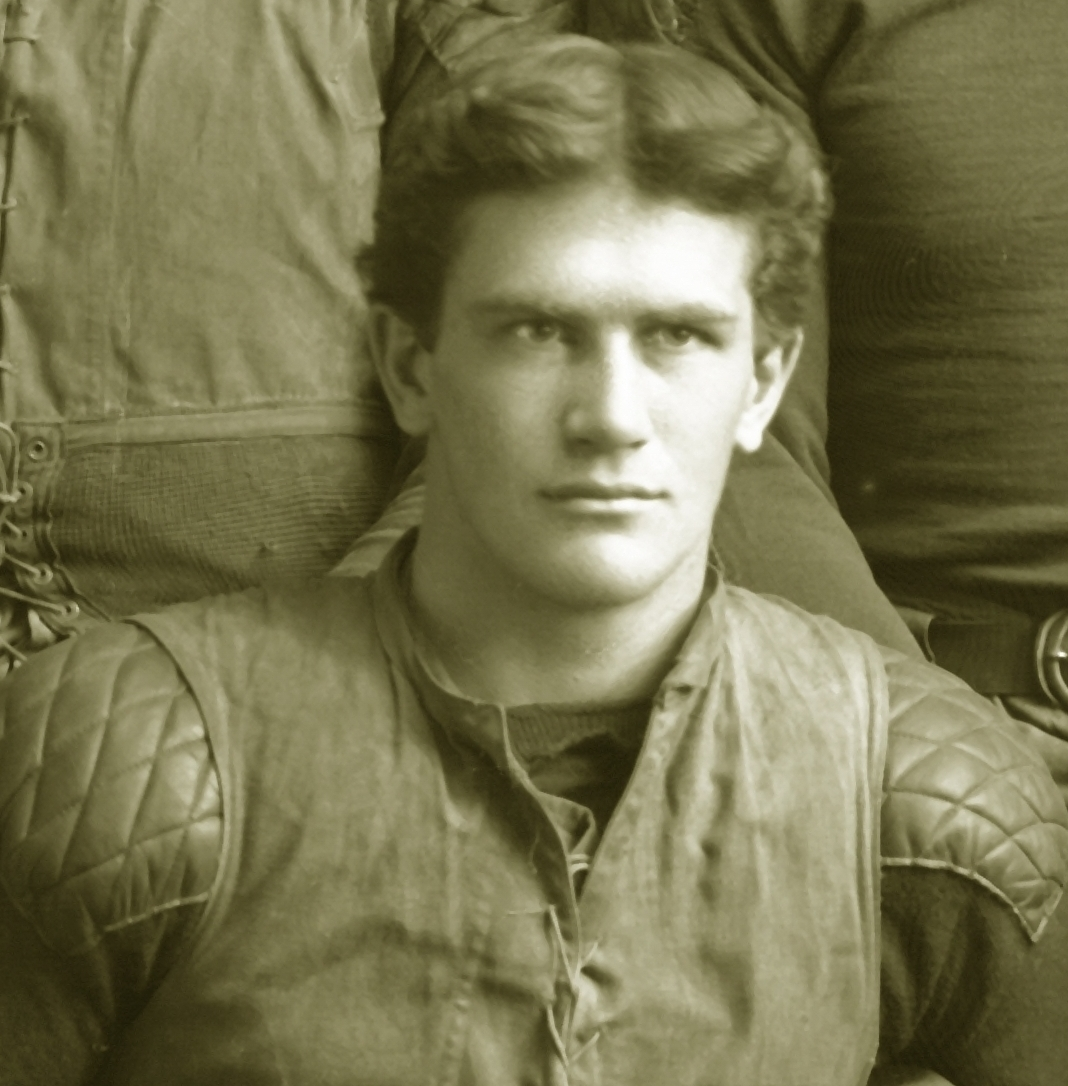
L'ancien joueur de Michigan, Frank Longman qui a permis au Fighting Irish de remporter la victoire en 1909 contre son ancienne équipe.
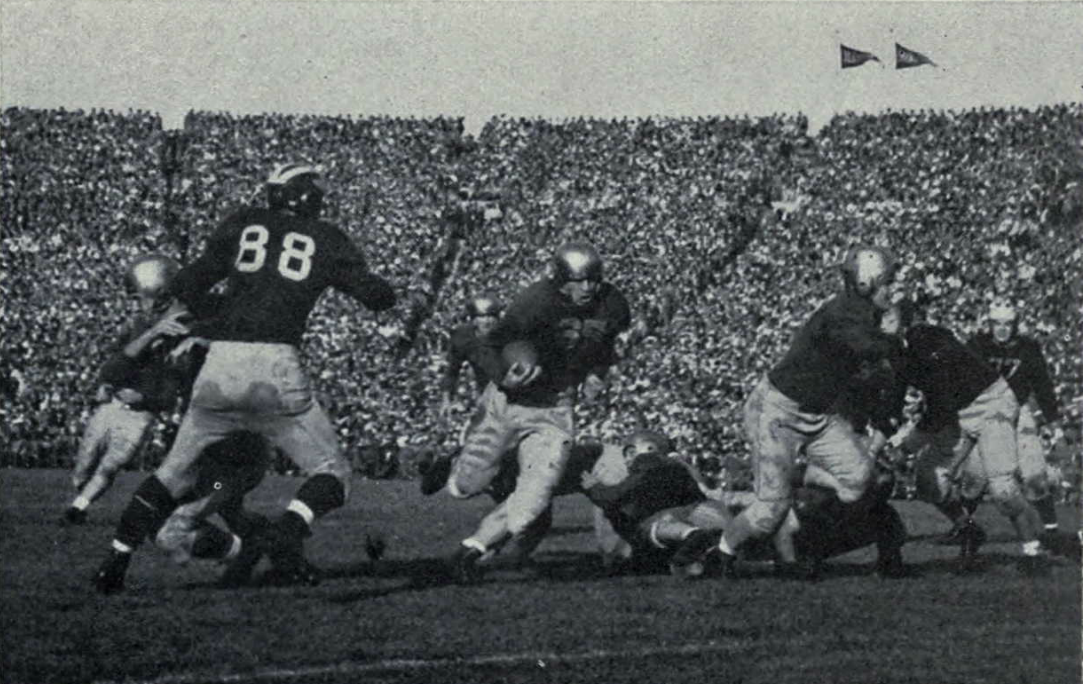
L'halfback Creighton Miller « se lâche » de Notre Dame en 1943.
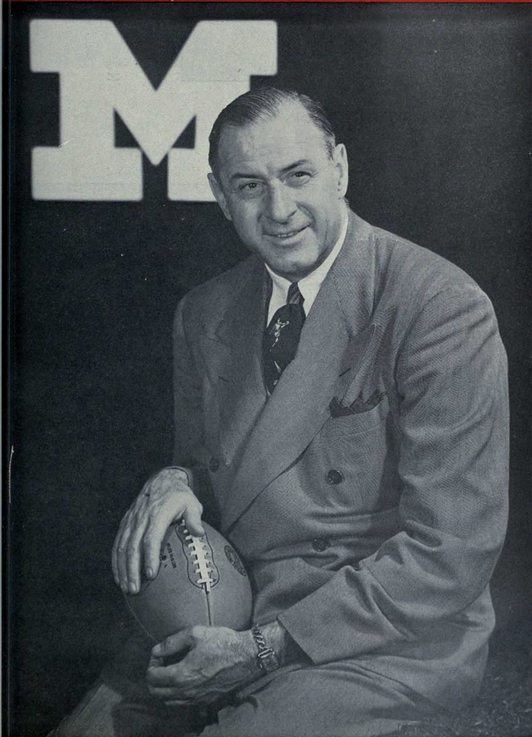
Fritz Crisler (en), entraîneur de Michigan en 1947.
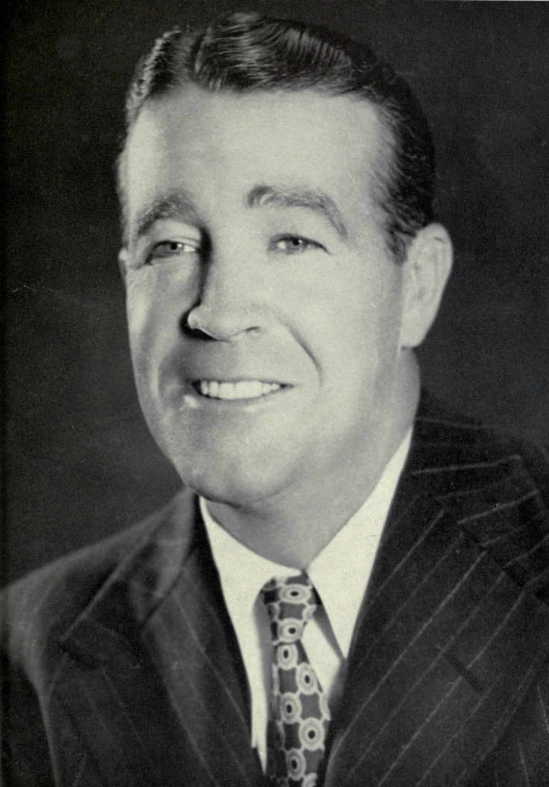
Frank Leahy (en), entraîneur de Michigan en 1947.
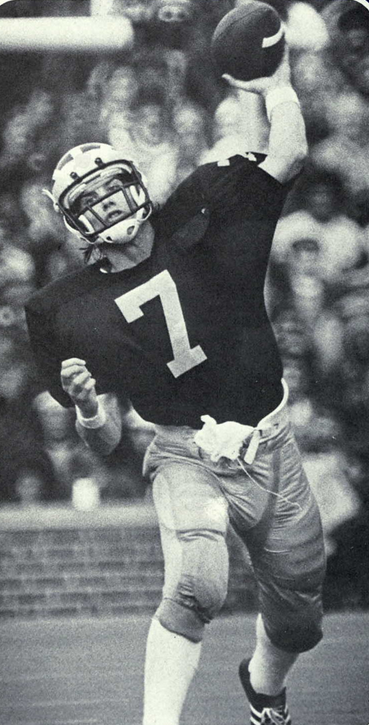
Rick Leach (en) quarterback des Wolverines en 1978.

## Articles annexes
- Liste des matchs de rivalité en football américain universitaire de la NCAA